# Duane W. Rimel
Duane W. Rimel, né le 21 février 1915 à Asotin, Washington, et mort le 30 septembre 1996 à Bainbridge Island, Washington, est un poète et un auteur américain de roman fantastique, de science-fiction et de roman policier. Il a signé une œuvre du pseudonyme Rex Weldon.

## Biographie
Il se lie d’amitié avec H. P. Lovecraft qui l’aide à écrire ses premières nouvelles fantastiques et poèmes à partir de 1934. L’année suivante, il fonde avec Emil Petaja (en) le magazine, The Fantaisiste's Mirror, qui publie notamment, en plusieurs livraisons, l’essai de Lovecraft sur le fantastique Surnaturel et épouvante en littérature.  
Outre des textes de fantastique, qui, à l'instar de l'œuvre de Lovecraft, verse tantôt dans le récit d'horreur, tantôt dans la science-fiction, il a publié quatre romans policiers dans la veine du roman noir.
Il a également fait paraître une étude sur l'œuvre de Robert E. Howard et des textes autobiographiques s'attachant à relater son amitié avec H. P. Lovecraft.

## Œuvre

### Romans

#### Romans de science-fiction et de fantasy
- Time Swap (1969), signé du pseudonyme Rex Weldon

#### Romans policiers
- The Curse of Cain (1945) Publié en français sous le titre Un meurtrier chasse l’autre, Paris, Librairie des Champs-Élysées, Le Masque no 1418, 1976
- Motive for Murder (1945)
- The Jury is Out (1947)
- The River is Cold (1962)

### Nouvelles

#### Recueils de nouvelles de science-fiction et de fantastique
- Fanciful Tales of Time and Space (1936)
- The Forbidden Room (1936)
- To Yith and Beyond (1990)

#### Nouvelles isolées

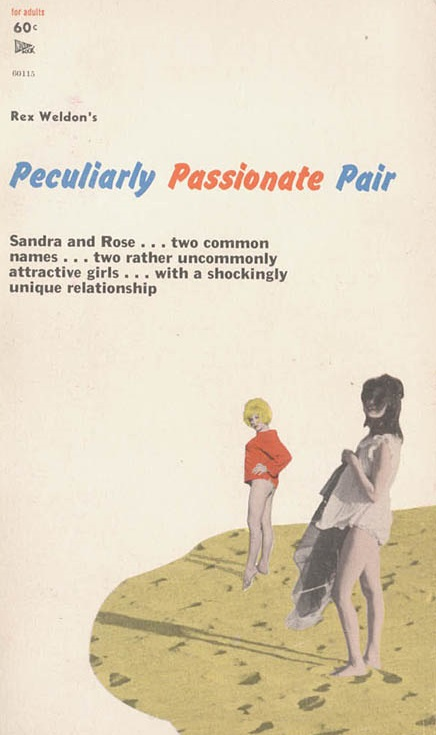
Peculiarly Passionate Pair

- The Sorcery of Aphlar (1934), en collaboration avec H. P. Lovecraft
- The Desinterment (1935), en collaboration avec H. P. Lovecraft
- The Jewels of Charlotte (1935)
- The Forbidden Room (1936)
- The Metal Chamber (1939)
- The City Under the Sea (1940)
- The Tree of the Hill (1940), en collaboration avec H. P. Lovecraft
- The Last Scientist (1941)
- Norton and I (1942)
- Music of the Stars (1943)
- Jungle Princess (1944)
- The Small, Dark Thing (1944)
- Two in a Dungeon (1944)
- The Wrong Night (1944)
- Peculiarly Passionate Pair (1963), signé du pseudonyme Rex Weldon (Lesbian pulp fiction)
- Sex Week (1965), signé du pseudonyme Rex Weldon (Lesbian pulp fiction)
- The Innocent Lesbian (1965), signé du pseudonyme Rex Weldon (Lesbian pulp fiction)
- The Hampdon Horror (1984)
- Goodbye, Joe (1985)
- Chief White Cloud (1985)
- The Acolyte Years (1987)
- The Tale of Rondo and Ilana (1990)

### Poésie
- The Ship (1934)
- Dreams of Yith (1934), en collaboration avec H. P. Lovecraft
- Late Revenge (1935)
- Contradiction (1942)
- Mood (1942)
- Estranged (1943)
- The Whisperer (1945)
- The Key (1967)
- Shadow of the Wall (1969)
- Strange Flowers Bloom (1971)
- Wings of Dreams (1984)

### Essais
- Robert E. Howard – An Impressionistic Linoleum Cut (1935)
- Weird Music (1936), en collaboration avec Emil Petaja
- H. P. Lovecraft as I Knew Him (1983)
- The Lovecraft Years (1986)

## Sources
- Jacques Baudou  et Jean-Jacques Schleret , Le vrai visage du masque, vol. 1, Paris, Futuropolis, 1984, 476 p. (OCLC 311506692), p. 364.